# Achille Araud
 (mai 2022).
Pour les articles homonymes, voir Araud.
Jean de Dieu, Achille Araud (né le 11 novembre 1847 à Marseillan (Hérault) et mort le 11 novembre 1911 à Faugères (Hérault)) est un prêtre catholique puis pasteur protestant français.

## Biographie
Prêtre lazariste, Achille Araud part enseigner dans divers lieux du Proche-Orient, en Égypte, en Grèce. En 1883, il se convertit au protestantisme, puis part se former à la théologie protestante à Montauban. Il devient pasteur en 1886, à Faugères (Hérault), se marie en 1888 dans cette même ville. En 1892, il devient pasteur de Perpignan.
À son arrivée à Perpignan, la communauté protestante locale est scindée entre libéraux et orthodoxes, qui s'opposent vivement. Achille Araud entreprend de les réconcilier et y parvient dès 1893. Très énergique, il fait mieux connaître le protestantisme et le développe dans sa paroisse, qui recouvre tout le département des Pyrénées-Orientales, notamment en organisant des conférences et en créant un journal, le Vrai Chrétien.  En 1894, il crée l'Assistance par le travail, organisation philanthropique destinée à réinsérer les vagabonds et mendiants dans la société.
Sous son impulsion, le temple de Perpignan est réaménagé, un temple est ouvert à Amélie-les-Bains. La communauté protestante se développe également à Collioure, où un projet de temple est également à l'étude, avec Viggo Dorph-Petersen comme architecte. Achille Araud fait preuve d'une grande ténacité pour obtenir des fonds pour tous ces projets.
En 1905, malade, il prend sa retraite dans son Hérault natal. Le temple de Collioure est inauguré en 1906.